# Collotheca undulata
Collotheca undulata is een raderdiertjessoort uit de familie Collothecidae. De wetenschappelijke naam van deze soort is voor het eerst geldig gepubliceerd in 1969 door Sládeček.